# Orde van Trouw aan de Kroon van Kelantan

Baton

De Meest Voorname Orde van Trouw aan de Kroon van Kelantan (Maleis: "Setia Mahkota Kelantan Yang Amat Terbilang" of "Bintang Al-Ibrahimi") is een van de ridderorden van het Sultanaat Kelantan. De in 1967 ingestelde orde heeft vijf graden: Ridder Grootcommandeur, Ridder Commandeur, Companion, Officier en Lid en is op de Britse ridderorden zoals de Orde van het Britse Rijk geïnspireerd. Afwijkend is de door Guy Stair Sainty genoemde graad van "Bentera" of Heraut. De orde heeft een lint in de kleuren blauw-wit-blauw.

De leden mogen de letters SPSK, DPSK, PSK, BSK en ASK achter hun naam plaatsen.
Het kleinood van de orde is een witgeëmailleerd gouden of zilveren kruis met zes armen. Tussen de armen is zesmaal een gouden hertje aangebracht. Het medaillon is wit met een gouden arabesk binnen een gouden lauwerkrans. Daaromheen is op een donkerrode ring een Arabische tekst in gouden letters geschreven. Het kleinood wordt door een beugelkroon gedekt.